# Żygląd
Żygląd (deutsch Zeigland) ist ein Dorf in der Landgemeinde Papowo Biskupie im Powiat Chełmiński in der Woiwodschaft Kujawien-Pommern, Polen. Zugleich ist Żygląd ein Schulzenamt der Landgemeinde.

## Geschichte
Am  2. Februar 1866 wurde das Gut Zyglond in Zeigland umbenannt.